# Jean Ier de Warenne
Pour les articles homonymes, voir John de Warenne.
Jean Ier de Warenne, né en 1231 et décédé le 29 septembre 1304 à Kennington, dans le Kent, est un baron anglo-normand, comte de Surrey et de Sussex de 1240 à sa mort. Il est nommé gardien d'Écosse par Édouard Ier le 3 septembre 1296. L'année suivante, Jean de Warenne et Hugues de Cressingham sont vaincus à la bataille de Stirling par les forces écossaises de William Wallace.
Une anecdote célèbre raconte comment, lors d'une enquête Quo warranto, en 1279, Jean brandit comme justification de ses droits une épée rouillée, preuve de la lutte que ses ancêtres avaient menée aux côtés de Guillaume le Conquérant.

## Biographie

### Famille
Jean est le fils unique de Guillaume IV de Warenne (♰ 1240), comte de Surrey, et de Mathilde le Maréchal (1192-1248), fille de Guillaume le Maréchal (v. 1146-1219) et d'Isabelle de Clare (1172-1220), comtesse de Pembroke (1185-1220) de plein droit.
Jean a une sœur aînée, Isabelle (v. 1228-av. 23 nov. 1282), mécène de l’hagiographie, fondatrice de l’abbaye cistercienne de Marham dans le Norfolk en 1249 ; elle épouse Hugues d’Aubigny (♰ 1243), comte d’Arundel. Jean a également quatre frères et sœurs utérins provenant d'un premier mariage de sa mère avec Hugues Bigot (♰ 1225), comte de Norfolk (1221-1225).

### Enfance
Jean de Warenne est un enfant de neuf ans lorsque son père meurt (♰ 1240). Il devient pupille du roi Henri III d'Angleterre et est élevé à la cour. Pierre II de Savoie, oncle de la reine Éléonore de Provence, devient le gardien de ses domaines jusqu'à sa majorité. En 1246, Henri III promet de marier le jeune Jean à l’une des filles d’Amédée de Savoie. Au lieu de cela, le roi lui fait épouser Alix de Lusignan, sa demi-sœur,.

### Seconde guerre des barons
Durant la Seconde guerre des barons (1264-1267), Jean reste d'abord fidèle au roi, puis rallie Simon V de Montfort avant de retourner dans le camp royal.

### Guerre anglo-écossaise
Jean de Warenne participe aux campagnes écossaises d'Édouard Ier et commande notamment les forces anglaises à la bataille de Dunbar en 1296, où les écossais sont battus, puis le 11 septembre 1297 à Stirling où il est mis en déroute par William Wallace. En 1298, il combat les écossais à nouveau à Falkrik aux côtés d'Édouard Ier.

### Personnalité
Jean de Warenne semble avoir été autoritaire et impudent dans ses rapports avec ses sujets et hésitant et peut-être même pusillanime sur le champ de bataille et en politique. Il a manqué régulièrement l’occasion de prendre la tête de la politique anglaise à laquelle sa haute ascendance pouvait lui donner des prérogatives. Il devint plutôt le symbole d’un conservatisme féodal.

## Mariage et descendance

### Alix de Lusignan
Alix de Lusignan (v. 1229-1256) est le neuvième et dernier enfant d'Hugues X de Lusignan (v. 1182-1249), comte de la Marche (1219-1249) et de son épouse Isabelle d'Angoulême (v. 1188/1192-1246), reine consort d'Angleterre (1200-1216) et comtesse d'Angoulême suo jure (1202-1246). Alix porte le prénom de sa grand-mère maternelle, Alix de Courtenay (v. 1160-1218), comtesse d'Angoulême (v. 1186-1202).
Le 16 avril 1246, Henri III d'Angleterre, arrange son mariage avec Alix de la maison de Lusignan. En 1247 le mariage est célébré. 

### Postérité
Le couple a trois enfants, :
- Aliénor ou Alix de Warenne (1251-av. 1282), épouse en 1268 Henry Percy (1235-1272), fils de Guillaume Percy (♰ 1245) et d'Hélène de Bailleul (♰ 1281)[10],[11]. Ils ont des enfants, dont :
  - Henry de Percy (1273-1314), 1er baron Percy d'Alnwick.
- Isabelle de Warenne (v. 1253-av. 1292), épouse de Jean Bailleul (1249-1314), roi d'Ecosse (1292-1296). Ils ont pour enfant :
  - Édouard Bailleul (1283-1367), roi titulaire d'Ecosse (1332-1356).

- Guillaume V de Warenne (v. 1256-1286)[12] est tué lors d'un tournoi. Il épouse Jeanne de Vere (♰ 1293), fille de Robert de Vere, comte d’Oxford (♰ 1296), avec qui il a deux enfants :
  - Jean de Warenne (30 juin 1286-29 ou 30 juin 1347), 7e comte de Surrey et 2e comte de Sussex ;
  - Alice de Warenne (15 juin 1287-23 mai 1338) , épouse d'Edmond FitzAlan, comte d'Arundel.

D'après Mathieu Paris, le mariage aurait provoqué un certain ressentiment au sein de la noblesse anglaise qui considérait les demi-frères et sœur du roi Henri III comme des parasites et un poids pour le royaume.
Jean Ier de Warenne devient un ami proche de son beau-frère, Guillaume Ier de Valence (v. 1227-1296), mari de sa cousine Jeanne de Montchenu (av. 1234-1307), comtesse de Pembroke (1245-1307), dame de Swanscombe (1255-1307).
Alix de Lusignan, après neuf années de mariage, décède en 1256. Son décès aurait provoqué une très grande douleur chez son époux. Malgré son jeune âge, 25 ans au décès d'Alix, Jean de Warenne ne se remarie pas et reste veuf pendant quarante-huit années. Il survit à ses trois enfants.

## Sceau et armoiries

### Sceau [1254-1301]
Avers : Rond,,,,,.
Description :Cavalier en armure, sur un cheval au galop, brandissant son épée de la main droite et tenant un écu de la gauche. Coiffé d'un heaume, visière baissée, et équipé d'une cotte de mailles et d'éperons. Sur son écu et sur les caparaçons de son destrier le damier de Vermandois. 
Légende : S ⠅IOHIS ⠅DE WARENNIA ⠅COMITIS ⠅DE ⠅SVRREIA ⠅ 
Légende transcrite : Sigillum Iohis de Warennia Comitis de Surreia
Contre-sceau  : Rond,,,.
Description : Écu échiqueté, entouré d'une décoration gothique 
Légende : ⠅✠ ⠅SIGILLVM ⠅IOHANNIS ⠅COMITIS ⠅DE ⠅WARENNIA ⠅
Légende transcrite : Sigillum Iohannis comitis de Warennia

### Armoiries [génériques]
| Blason | Blasonnement : Écu échiqueté d’or et d’azur Commentaires : Blason [générique] de Jean de Warenne |

## Sources et bibliographie

### Sources sigillographiques
- Catalogue of seals in the department of manuscripts in the British Museum, éd. Walter de Gray Birch, Londres, British Museum, vol. II, 1892. [lire en ligne]
- Some feudal lords and their seals 1301, éd. Howard de Walden, Londres, The de Walden Library, 1904. [lire en ligne]